# Volley 2002 Forlì 2015-2016
Questa voce raccoglie le informazioni riguardanti il Volley 2002 Forlì nelle competizioni ufficiali della stagione 2015-2016.

## Stagione

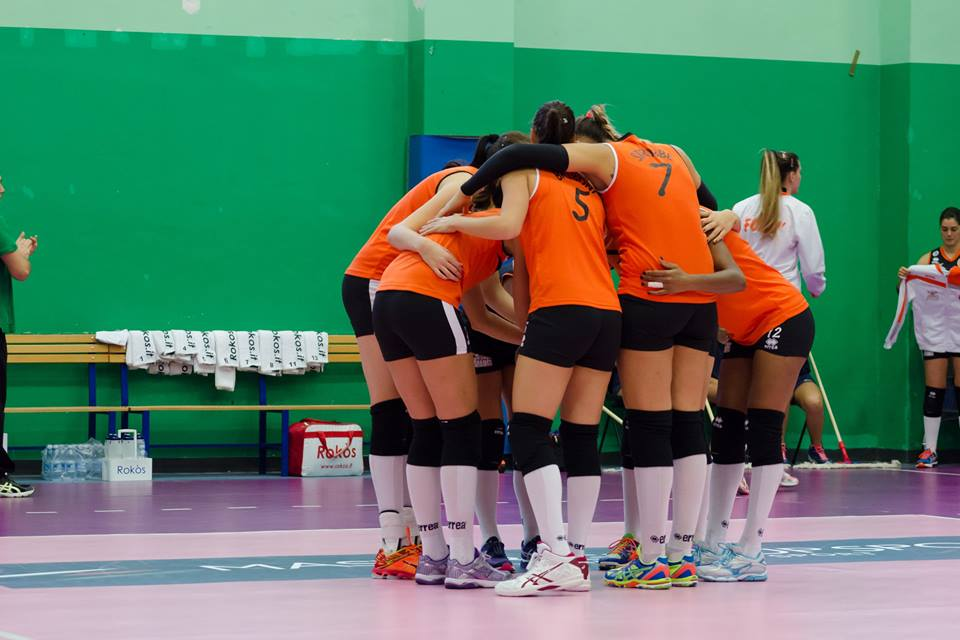
La squadra al termine di un'azione

La stagione 2015-16 è per il Volley 2002 Forlì la nona in Serie A2: la squadra ottiene il diritto di partecipazione al campionato cadetto a seguito della retrocessione dopo l'ultimo posto ottenuto nella Serie A1 2014-15. Sulla panchina arriva Marco Breviglieri, sostituito poi a stagione in corso da Angelo Vercesi, mentre la rosa è quasi del tutto modificata: le conferme riguardano Taismary Agüero, Alessandra Guasti, Teresa Ferrara, Alessandra Ventura e Sara Ceron; tra i nuovi arrivi quelli di Martina Balboni, Giulia Gibertini, Flavia Assirelli, Marilyn Strobbe, Laura Saccomani, Irina Smirnova e Vera Klimovič, quest'ultima arrivata a stagione in corso, mentre tra le cessioni quelle di Marija Filipova, Elena Koleva, Femke Stoltenborg, Monika Potokar e Camilla Neriotti.
Nel girone di andata del campionato la squadra di Forlì ottiene esclusivamente vittorie: l'unica sconfitta arriva alla tredicesima giornata in casa del Volley Soverato, chiudendo al primo posto in classifica e qualificandosi per la Coppa Italia di categoria. Nel girone di ritorno il cammino non è così netto come in quello di andata: il club romagnolo infatti viene sconfitte per quattro volte; al termine della regular season riesce comunque a rimanere in testa alla classifica e a conquistare la promozione diretta in Serie A1.
Grazie al primo posto al termine del girone di andata della Serie A2 2015-16, il Volley 2002 Forlì partecipa alla Coppa Italia di Serie A2: dopo aver battuto nei quarti di finale per 3-0 la Trentino Rosa, nelle semifinali ha la meglio sul Volley Pesaro, superata sia nella gara di andata che in quella di ritorno. In finale la sfida è contro il Volley Soverato: la squadra di Forlì vince per 3-0 ottenendo per la seconda volta il successo nella competizione dopo quello del 2001-02.

## Organigramma societario
Area direttiva
- Presidente: Giuseppe Camorani
- Vicepresidente: Elvio Galassi
- Amministratore unico: Elisa Cavazzi
- Segreteria generale: Elisa Cavazzi

Area organizzativa
- Direttore sportivo: Giuseppe Camorani
- Team manager: Andrea Antonini

Area tecnica
- Allenatore: Marco Breviglieri (fino al 2 febbraio 2016), Angelo Vercesi (dal 3 febbraio 2016)
- Allenatore in seconda: Michele Briganti
- Scout man: Monica Ventura
- Dirigente accompagnatore: Andrea Antonini

Area comunicazione
- Speaker: Paolo Viroli
- Fotografo: Fabio Blaco

Area sanitaria
- Medico: Giampiero Valgimigli
- Preparatore atletico: Andrea Monti
- Fisioterapista: Monica Valentini, Simone Sabbatani
- Nutrizionista: Giampiero Valgimigli
- Osteopata: Michele Bianchi

## Rosa
| N° | Nome               | Ruolo | Data di nascita   | Nazionalità sportiva |
| -- | ------------------ | ----- | ----------------- | -------------------- |
| 1  | Irina Smirnova     | S/O   | 14 aprile 1990    | Russia               |
| 3  | Alessandra Ventura | S     | 8 febbraio 1983   | Italia               |
| 4  | Sara Ceron         | C     | 4 luglio 1993     | Italia               |
| 5  | Martina Balboni    | P     | 29 gennaio 1991   | Italia               |
| 6  | Francesca Bonciani | P     | 25 maggio 1992    | Italia               |
| 7  | Marilyn Strobbe    | C     | 11 febbraio 1989  | Italia               |
| 8  | Alessandra Guasti  | S     | 7 agosto 1996     | Italia               |
| 9  | Giulia Gibertini   | L     | 30 settembre 1984 | Italia               |
| 10 | Laura Saccomani    | S     | 8 ottobre 1991    | Italia               |
| 11 | Teresa Ferrara     | L     | 25 ottobre 1991   | Italia               |
| 12 | Taismary Agüero    | S/O   | 5 marzo 1977      | Italia               |
| 13 | Flavia Assirelli   | C     | 26 settembre 1990 | Italia               |
| 15 | Vera Klimovič      | C     | 29 aprile 1988    | Bielorussia          |

## Mercato
| Acquisti | Acquisti           | Acquisti               | Acquisti   |
| R.       | Nome               | da                     | Modalità   |
| -------- | ------------------ | ---------------------- | ---------- |
| C        | Flavia Assirelli   | Pavia                  | definitivo |
| P        | Martina Balboni    | Pro Victoria           | definitivo |
| P        | Francesca Bonciani | IHF                    | definitivo |
| L        | Giulia Gibertini   | Marsala                | definitivo |
| C        | Vera Klimovič      | inattiva               | definitivo |
| S/O      | Irina Smirnova     | Towers                 | definitivo |
| S        | Laura Saccomani    | Flero                  | definitivo |
| C        | Marilyn Strobbe    | Obiettivo Risarcimento | definitivo |

| Cessioni | Cessioni          | Cessioni        | Cessioni   |
| R.       | Nome              | a               | Modalità   |
| -------- | ----------------- | --------------- | ---------- |
| L        | Marija Filipova   | Telekom Baku    | definitivo |
| S/O      | Elena Koleva      | -               | ritirata   |
| C        | Anna Kudakova     | Béziers         | definitivo |
| P        | Elisa Lancellotti | Alba            | definitivo |
| C        | Camilla Neriotti  | Libertas Aversa | definitivo |
| P        | Femke Stoltenborg | MTV Stoccarda   | definitivo |
| S        | Monika Potokar    | Kamnik          | definitivo |
| S        | Marija Prša       | ?               | definitivo |
| S        | Michela Rossi     | Riviera Rimini  | definitivo |
| C        | Silvia Segalina   | ?               | definitivo |

## Risultati

### Serie A2

#### Girone di andata
| 1ª giornata - 18 ottobre 2015 Palazzetto dello Sport, Settimo Torinese        | Lilliput        | 2 - 3 | Forlì           | 25-18, 10-25, 26-24, 16-25, 10-15 |
| 2ª giornata - 25 ottobre 2015 PalaRomiti, Forlì                               | Forlì           | 3 - 0 | Chieri '76      | 25-23, 25-16, 25-14               |
| 3ª giornata - 1º novembre 2015 Palazzetto dello Sport, Palazzetto dello Sport | VolAlto Caserta | 2 - 3 | Forlì           | 25-14, 22-25, 25-22, 15-25, 7-15  |
| 4ª giornata - 8 novembre 2015 PalaRomiti, Forlì                               | Forlì           | 3 - 0 | Beng Rovigo     | 25-14, 25-13, 25-19               |
| 5ª giornata - 15 novembre 2015 PalaBaldinelli, Osimo                          | Filottrano      | 0 - 3 | Forlì           | 16-25, 23-25, 16-25               |
| 6ª giornata - 18 novembre 2015 PalaSanbapolis, Trento                         | Trentino Rosa   | 1 - 3 | Forlì           | 25-20, 20-25, 20-25, 20-25        |
| 7ª giornata - 22 novembre 2015 PalaRomiti, Forlì                              | Forlì           | 3 - 0 | Cisterna        | 25-16, 25-16, 25-18               |
| 8ª giornata - 29 novembre 2015 PalaSurace, Palmi                              | Golem           | 0 - 3 | Forlì           | 23-25, 25-27, 19-25               |
| 9ª giornata - 6 dicembre 2015 PalaRomiti, Forlì                               | Forlì           | 3 - 2 | Pro Victoria    | 20-25, 25-13, 22-25, 25-19, 15-10 |
| 10ª giornata - 13 dicembre 2015 PalaRomiti, Forlì                             | Forlì           | 3 - 1 | Libertas Aversa | 25-19, 25-23, 22-25, 25-17        |
| 11ª giornata - 19 dicembre 2015 Geopalace, Olbia                              | Hermaea         | 0 - 3 | Forlì           | 21-25, 19-25, 26-28               |
| 12ª giornata - 22 dicembre 2015 PalaRomiti, Forlì                             | Forlì           | 3 - 0 | Pesaro          | 25-21, 25-14, 25-22               |
| 13ª giornata - 17 gennaio 2016 PalaScoppa, Soverato                           | Soverato        | 3 - 0 | Forlì           | 25-20, 26-24, 25-21               |

#### Girone di ritorno
| 14ª giornata - 24 gennaio 2016 PalaRomiti, Forlì               | Forlì           | 3 - 0 | Lilliput        | 25-15, 25-18, 25-16               |
| 15ª giornata - 31 gennaio 2016 PalaMaddalene, Chieri           | Chieri '76      | 3 - 0 | Forlì           | 25-19, 25-18, 25-23               |
| 16ª giornata - 7 febbraio 2016 PalaRomiti, Forlì               | Forlì           | 3 - 0 | VolAlto Caserta | 25-21, 25-19, 25-14               |
| 17ª giornata - 14 febbraio 2016 Palazzetto dello Sport, Rovigo | Beng Rovigo     | 0 - 3 | Forlì           | 16-25, 19-25, 16-25               |
| 18ª giornata - 21 febbraio 2016 PalaRomiti, Forlì              | Forlì           | 3 - 1 | Filottrano      | 23-25, 25-15, 25-15, 25-21        |
| 19ª giornata - 24 febbraio 2016 PalaRomiti, Forlì              | Forlì           | 2 - 3 | Trentino Rosa   | 25-16, 21-25, 26-24, 14-25, 5-15  |
| 20ª giornata - 28 febbraio 2016 PalaRamadù, Cisterna di Latina | Cisterna        | 0 - 3 | Forlì           | 18-25, 17-25, 21-25               |
| 21ª giornata - 6 marzo 2016 PalaRomiti, Forlì                  | Forlì           | 2 - 3 | Golem           | 26-28, 25-15, 18-25, 25-18, 13-15 |
| 22ª giornata - 13 marzo 2016 Palazzetto dello Sport, Monza     | Pro Victoria    | 0 - 3 | Forlì           | 20-25, 17-25, 19-25               |
| 23ª giornata - 26 marzo 2016 PalaJacazzi, Aversa               | Libertas Aversa | 1 - 3 | Forlì           | 22-25, 15-25, 26-24, 10-25        |
| 24ª giornata - 3 aprile 2016 PalaRomiti, Forlì                 | Forlì           | 3 - 1 | Hermaea         | 25-16, 20-25, 25-16, 25-23        |
| 25ª giornata - 6 aprile 2016 PalaCampanara, Pesaro             | Pesaro          | 3 - 2 | Forlì           | 24-26, 25-20, 25-20, 10-25, 17-15 |
| 26ª giornata - 10 aprile 2016 PalaRomiti, Forlì                | Forlì           | 3 - 1 | Soverato        | 27-25, 25-20, 20-25, 25-12        |

### Coppa Italia di Serie A2

#### Fase a eliminazione diretta
| Quarti di finale - 27 gennaio 2016 PalaRomiti, Forlì        | Forlì  | 3 - 0 | Trentino Rosa | 25-19, 25-13, 25-19        |
| Semifinali (andata) - 3 febbraio 2016 PalaCampanara, Pesaro | Pesaro | 0 - 3 | Forlì         | 17-25, 21-25, 21-25        |
| Semifinali (ritorno) - 10 febbraio 2016 PalaRomiti, Forlì   | Forlì  | 3 - 1 | Pesaro        | 25-20, 16-25, 25-21, 25-13 |
| Finale - 20 marzo 2016 PalazzoDeAndré, Ravenna              | Forlì  | 3 - 0 | Soverato      | 25-15, 25-21, 25-18        |

## Statistiche

### Statistiche di squadra
| Competizione             | Punti | In casa | In casa | In casa | In trasferta | In trasferta | In trasferta | Totale | Totale | Totale |
| Competizione             | Punti | G       | V       | P       | G            | V            | P            | G      | V      | P      |
| ------------------------ | ----- | ------- | ------- | ------- | ------------ | ------------ | ------------ | ------ | ------ | ------ |
| Serie A2                 | 63    | 13      | 11      | 2       | 13           | 10           | 3            | 26     | 21     | 5      |
| Coppa Italia di Serie A2 | -     | 2       | 2       | 0       | 1            | 1            | 0            | 4      | 4      | 0      |
| Totale                   | -     | 15      | 13      | 2       | 14           | 11           | 3            | 30     | 25     | 5      |

G = partite giocate; V = partite vinte; P = partite perse

### Statistiche dei giocatori
| Giocatore    | Serie A2 | Serie A2 | Serie A2 | Serie A2 | Serie A2 | Coppa Italia di Serie A2 | Coppa Italia di Serie A2 | Coppa Italia di Serie A2 | Coppa Italia di Serie A2 | Coppa Italia di Serie A2 | Totale | Totale | Totale | Totale | Totale |
| Giocatore    | P        | PT       | AV       | MV       | BV       | P                        | PT                       | AV                       | MV                       | BV                       | P      | PT     | AV     | MV     | BV     |
| ------------ | -------- | -------- | -------- | -------- | -------- | ------------------------ | ------------------------ | ------------------------ | ------------------------ | ------------------------ | ------ | ------ | ------ | ------ | ------ |
| T. Agüero    | 26       | 426      | ?        | ?        | ?        | 4                        | 43                       | 39                       | 2                        | 2                        | 30     | 469    | ?      | ?      | ?      |
| F. Assirelli | 26       | 199      | ?        | ?        | ?        | 4                        | 29                       | 18                       | 9                        | 2                        | 30     | 228    | ?      | ?      | ?      |
| M. Balboni   | 26       | 45       | ?        | ?        | ?        | 4                        | 3                        | 2                        | 1                        | 0                        | 30     | 48     | ?      | ?      | ?      |
| F. Bonciani  | 16       | 10       | ?        | ?        | ?        | 1                        | 2                        | 0                        | 2                        | 0                        | 17     | 12     | ?      | ?      | ?      |
| S. Ceron     | 15       | 11       | ?        | ?        | ?        | 2                        | 3                        | 2                        | 1                        | 0                        | 17     | 14     | ?      | ?      | ?      |
| T. Ferrara   | 18       | -        | -        | -        | -        | 4                        | -                        | -                        | -                        | -                        | 22     | -      | -      | -      | -      |
| G. Gibertini | 24       | -        | -        | -        | -        | 4                        | -                        | -                        | -                        | -                        | 28     | -      | -      | -      | -      |
| A. Guasti    | 11       | 22       | ?        | ?        | ?        | 1                        | 14                       | 13                       | 1                        | 0                        | 12     | 36     | ?      | ?      | ?      |
| V. Klimovič  | 4        | 6        | ?        | ?        | ?        | 0                        | 0                        | 0                        | 0                        | 0                        | 4      | 6      | ?      | ?      | ?      |
| L. Saccomani | 26       | 213      | ?        | ?        | ?        | 4                        | 39                       | 29                       | 9                        | 1                        | 30     | 242    | ?      | ?      | ?      |
| I. Smirnova  | 26       | 453      | ?        | ?        | ?        | 4                        | 52                       | 41                       | 10                       | 1                        | 30     | 505    | ?      | ?      | ?      |
| M. Strobbe   | 26       | 243      | ?        | ?        | ?        | 4                        | 21                       | 14                       | 5                        | 2                        | 30     | 264    | ?      | ?      | ?      |
| A. Ventura   | 22       | 47       | ?        | ?        | ?        | 1                        | 12                       | 10                       | 1                        | 1                        | 23     | 59     | ?      | ?      | ?      |

P = presenze; PT = punti totali; AV = attacchi vincenti; MV = muri vincenti; BV = battute vincenti